# Andrea d'Avalos
Andrea d'Avalos (Napoli, 18 giugno 1618 – Napoli, 20 febbraio 1709) è stato un militare e politico italiano.

## Biografia
Figlio di Giovanni d'Avalos e Andreana di Sangro dei principi di Sansevero, acquisì il titolo di principe di Montesarchio alla morte del padre, avvenuta nel 1638.
Andrea d'Avalos ebbe un ruolo di primo piano durante i moti popolari del 1647. Fuggito da Napoli e riparato a Montesarchio il d'Avalos pianificò l'eliminazione di Masaniello. A tal proposito inviò a Napoli un suo servitore, un certo Tommaso De Caro, il quale partecipò all'uccisione del capopopolo consumatasi il 16 luglio 1647. Nelle successive cruente fasi della soppressione della rivolta, il d'Avalos condusse diverse operazioni militari volte al blocco di vettovaglie verso Napoli. Nel gennaio del 1648 debellò una banda di ribelli, capeggiata da Paolo di Napoli e Giacinto d'Ambrosio nella località del passo delle Foci di Arpaia.
Le azioni del d'Avalos nel corso della rivolta popolare furono in diversi casi oggetto di scrutinio da parte delle autorità; il principe infatti si destreggiò tra le fazioni in lotta allo scopo di ottenere vantaggi personali. In particolare entrò in trattative con Enrico II di Guisa, uno dei leader della rivolta, salvo poi abbandonarle dinanzi alla disfatta di quest'ultimo nell'aprile del 1648.
Andrea d'Avalos prestò successivamente il proprio aiuto al fratello Francesco, principe di Troia nella soppressione della rivolta estesasi ai territori pugliesi. Nel giugno del 1649 difese con successo Procida dagli attacchi francesi. Poco dopo tuttavia abbandonò l'isola acquartierandosi a Napoli, consentendo di fatto l'ingresso francese sull'isola. Tale dubbio comportamento, che si sommava alle sospette trattative con il duca di Guisa, accentuarono i sospetti del viceré, il conte di Oñate. Tali sospetti vennero confermati con la scoperta della partecipazione di Andrea d'Avalos in un vasto complotto teso ad esautorare il viceré. Le ragioni di tale complotto erano in gran parte riconducibili alle politiche dell'Oñate volte a limitare i poteri dell'aristocrazia. Gli aristocratici avevano individuato in don Giovanni d'Austria (nel frattempo nominato viceré in Sicilia nel settembre del 1648) una figura ricettiva a tali istanze. I propositi della cospirazione erano di portata molto vasta e prevedevano la soppressione del viceré, la cacciata degli Spagnoli da Napoli e dalla Sicilia e la proclamazione dell'indipendenza dei due Regni sotto il governo di don Giovanni d'Austria. Tali termini sono contenuti in una missiva di Andrea d'Avalos a don Giovanni d'Austria dell'autunno 1648.
La rivolta, che sarebbe dovuta scoppiare nel giugno del 1649, venne tuttavia sventata in seguito alla delazione di un nobile, Pietro Carafa. Andrea d'Avalos venne arrestato mentre cercava di  raggiungere in Sicilia don Giovanni, venendo incarcerato a Castel dell'Ovo il 17 dicembre del 1648.
Il d'Avalos non venne giustiziato in ragione della sua condizione sociale in quanto il viceré non volle assumersi la responsabilità di un provvedimento capitale comminato nei confronti di un aristocratico di tale livello. La corte di Madrid si pronunciò nel 1649 in favore del trasferimento del d'Avalos come di altri congiurati di maggior prestigio (quale Gregorio Carafa) in Spagna per esservi giudicati. Tale trasferimento si concretizzò tuttavia solo nel 1651 giacché il viceré trattenne i congiurati in prigionia a Napoli al fine di intimidire i baroni del regno. Giunto in Spagna il d'Avalos rimase in carcere fino all'ottobre del 1652, venendo liberato su decisione di una giunta consultiva controllata da Filippo IV. Il d'Avalos si attrasse i favori del monarca che lo destinò al seguito di don Giovanni d'Austria.
Andrea d'Avalos partecipò a diversi eventi bellici negli anni successivi, tra questi la soppressione della rivolta separatista in Catalogna nel 1653 la guerra contro il Portogallo nel 1660. Distintosi sul campo ottenne da Filippo IV una pensione di 1500 scudi e la carica di ammiraglio delle galere napoletane. In tale veste prese parte a numerose operazioni volte a proteggere i traffici marittimi spagnoli nel Mediterraneo dagli attacchi inglesi, olandesi e barbareschi.
Tra il 1674 e il 1678 prese anche parte alla soppressione della rivolta antispagnola di Messina, servendo inizialmente sotto il comando di Melchor Fernández de la Cueva y Enríquez de Cabrera. Nel 1675 venne chiamato a sostituirlo in seguito alla sconfitta patita da questi nella battaglia di Stromboli, ottenendo il titolo di "capitano generale dell'Armata del Mare Oceano". Il d'Avalos non fu tuttavia particolarmente efficace nelle successive vicende belliche, in parte anche per l'ostilità degli elementi spagnoli dell'armata e del viceré di Sicilia, Fernando Fajardo y Álvarez de Toledo. A ciò si aggiunse il grave danneggiamento subito dalla flotta nel novembre del 1675 a causa di una violenta tempesta, che lo costrinse di fatto all'inattività sino all'arrivo della forze alleate olandesi guidate da Michiel de Ruyter. Le forze congiunte ispano-olandesi presero parte alla battaglia di Alicudi contro le forze francesi in data 8 gennaio 1676. Lo scontro non fu favorevole alle forze alleate e tale scacco unito ai perduranti dissidi in campo spagnolo indussero il d'Avalos ad abbandonare nello stesso mese il comando. Recatosi a Madrid per giustificare il proprio operato, riottenne il comando della flotta di Sicilia grazie al decisivo appoggio di don Giovanni d'Austria. Nel 1678 il d'Avalos prese parte alle operazioni militari che si sarebbero concluse con il ritorno di Messina sotto la sovranità spagnola.
Nel 1687 abbandonò ogni incarico politico e militare, ritirandosi a Napoli.
Andrea d'Avalos ebbe tuttavia nuovamente un ruolo significativo nelle vicende politiche del regno di Napoli quando nel 1701 venne scoperta la cosiddetta congiura di Macchia, complotto di matrice aristocratica che si prefiggeva di sostituire il regime spagnolo con quello austriaco. Curiosamente uno dei leader del complotto era un altro esponente della famiglia d'Avalos, Cesare Michelangelo. Andrea d'Avalos, rimasto fedele alla corona spagnola represse la congiura a Napoli, venendo ricompensato da Filippo V di Spagna con il Toson d'oro e il riconoscimento del Grandato di Spagna (ottenuto in data 12 novembre 1703) annesso in perpetuo per sé e per i suoi discendenti al titolo di principe di Montesarchio. È plausibile che Andrea d'Avalos mirasse tuttavia all'ottenimento dei feudi di Vasto e Pescara, confiscati a Cesare Michelangelo.
Pochi anni dopo, nel 1707, Andrea d'Avalos tentò senza successo di opporsi all'ingresso delle forze austriache vittoriose a Napoli nell'ambito della guerra di successione spagnola, morendo nel 1709.

## Matrimonio e discendenza
Andrea d'Avalos sposò Anna de Guevara ed ebbe tre figlie:
- Andreana d'Avalos, sposò Giuseppe de' Medici, II principe di Ottajano[3]
- Sveva d'Avalos, sposò Giovanni de Guevara, duca di Bovino
- Giulia d'Avalos, sposò Giovanni d'Avalos, principe di Troia

## Ascendenza
|                                               |                                                         |                                                    | Genitori                                           |  |  | Nonni |  |  | Bisnonni                                    |  |  | Trisnonni                                |  |
|                                               |                                                         |                                                    |                                                    |  |  |       |  |  | Alfonso III d'Avalos, II marchese del Vasto |  |  | Innico II d'Avalos, I marchese del Vasto |  |
|                                               |                                                         |                                                    |                                                    |  |  |       |  |  | Alfonso III d'Avalos, II marchese del Vasto |  |  | Innico II d'Avalos, I marchese del Vasto |  |
|                                               |                                                         | Laura Sanseverino                                  |                                                    |  |  |       |  |  | Alfonso III d'Avalos, II marchese del Vasto |  |  |                                          |  |
| Cesare d'Avalos, marchese di Padula           |                                                         |                                                    |                                                    |  |  |       |  |  | Alfonso III d'Avalos, II marchese del Vasto |  |  |                                          |  |
|                                               |                                                         | Maria d'Aragona                                    | Ferdinando d'Aragona, duca di Montalto             |  |  |       |  |  |                                             |  |  |                                          |  |
|                                               |                                                         | Maria d'Aragona                                    | Ferdinando d'Aragona, duca di Montalto             |  |  |       |  |  |                                             |  |  |                                          |  |
|                                               |                                                         | Maria d'Aragona                                    | Catalina Castellana de Cardona i de Requesens      |  |  |       |  |  |                                             |  |  |                                          |  |
| Giovanni d'Avalos, I principe di Montesarchio |                                                         | Maria d'Aragona                                    |                                                    |  |  |       |  |  |                                             |  |  |                                          |  |
|                                               |                                                         | Giovanni Girolamo del Tufo, II marchese di Lavello | Giacomo del Tufo, I marchese di Lavello            |  |  |       |  |  |                                             |  |  |                                          |  |
|                                               |                                                         | Giovanni Girolamo del Tufo, II marchese di Lavello | Giacomo del Tufo, I marchese di Lavello            |  |  |       |  |  |                                             |  |  |                                          |  |
|                                               |                                                         | Giovanni Girolamo del Tufo, II marchese di Lavello | Lucrezia Frangipani della Tolfa                    |  |  |       |  |  |                                             |  |  |                                          |  |
| Lucrezia del Tufo                             |                                                         | Giovanni Girolamo del Tufo, II marchese di Lavello |                                                    |  |  |       |  |  |                                             |  |  |                                          |  |
|                                               |                                                         | Antonia Carafa, baronessa di Orta                  | …                                                  |  |  |       |  |  |                                             |  |  |                                          |  |
|                                               |                                                         | Antonia Carafa, baronessa di Orta                  | …                                                  |  |  |       |  |  |                                             |  |  |                                          |  |
|                                               |                                                         | Antonia Carafa, baronessa di Orta                  | …                                                  |  |  |       |  |  |                                             |  |  |                                          |  |
| Andrea d'Avalos, II principe di Montesarchio  |                                                         | Antonia Carafa, baronessa di Orta                  |                                                    |  |  |       |  |  |                                             |  |  |                                          |  |
|                                               | Giovanni Francesco I di Sangro, I principe di Sansevero | Paolo I di Sangro, I marchese di Torremaggiore     |                                                    |  |  |       |  |  |                                             |  |  |                                          |  |
|                                               | Giovanni Francesco I di Sangro, I principe di Sansevero | Paolo I di Sangro, I marchese di Torremaggiore     |                                                    |  |  |       |  |  |                                             |  |  |                                          |  |
|                                               | Giovanni Francesco I di Sangro, I principe di Sansevero | Violante di Sangro                                 |                                                    |  |  |       |  |  |                                             |  |  |                                          |  |
| Paolo II di Sangro, II principe di Sansevero  | Giovanni Francesco I di Sangro, I principe di Sansevero |                                                    |                                                    |  |  |       |  |  |                                             |  |  |                                          |  |
|                                               |                                                         | Adriana Carafa                                     | Andrea Carafa, signore di Rodi                     |  |  |       |  |  |                                             |  |  |                                          |  |
|                                               |                                                         | Adriana Carafa                                     | Andrea Carafa, signore di Rodi                     |  |  |       |  |  |                                             |  |  |                                          |  |
|                                               |                                                         | Adriana Carafa                                     | Lucrezia Pignatelli                                |  |  |       |  |  |                                             |  |  |                                          |  |
| Andreana di Sangro                            |                                                         | Adriana Carafa                                     |                                                    |  |  |       |  |  |                                             |  |  |                                          |  |
|                                               |                                                         | Antonio Caracciolo, signore di Castelfranco        | Michele Caracciolo, barone di Castelfranco         |  |  |       |  |  |                                             |  |  |                                          |  |
|                                               |                                                         | Antonio Caracciolo, signore di Castelfranco        | Michele Caracciolo, barone di Castelfranco         |  |  |       |  |  |                                             |  |  |                                          |  |
|                                               |                                                         | Antonio Caracciolo, signore di Castelfranco        | Laudomia Caracciolo                                |  |  |       |  |  |                                             |  |  |                                          |  |
| Gerolama Caracciolo, signora di Castelfranco  |                                                         | Antonio Caracciolo, signore di Castelfranco        |                                                    |  |  |       |  |  |                                             |  |  |                                          |  |
|                                               |                                                         | Paduana di Somma                                   | Nicola Maria di Somma, signore di Colle e Circello |  |  |       |  |  |                                             |  |  |                                          |  |
|                                               |                                                         | Paduana di Somma                                   | Nicola Maria di Somma, signore di Colle e Circello |  |  |       |  |  |                                             |  |  |                                          |  |
|                                               |                                                         | Paduana di Somma                                   | Eleonora Dentice                                   |  |  |       |  |  |                                             |  |  |                                          |  |
|                                               |                                                         | Paduana di Somma                                   |                                                    |  |  |       |  |  |                                             |  |  |                                          |  |